# Лука Арджентеро
Лука Арджентеро (італ. Luca Argentero; нар. 12 квітня 1978, Турин) — італійський актор.

## Біографія
Лука Арджентеро народився 12 квітня 1978 року в Турині, П'ємонт, Італія.
Виріс у Монкаліері. Після закінчення середньої школи працював барменом в нічному клубі. Закінчив економічний факультет університету (2004).
Став відомим у 2003 році, взявши участь у телевізійному реаліті-шоу «Великий Брат / Grande Fratello». Працював моделлю, фотомоделлю в журналі «Макс».
У 2005 році він дебютував як актор у четвертому сезоні кримінального телесеріалу «Карабінери» (Тосі Марко).
У 2006 році виконав першу роль на великому екрані у фільмі Франческо Коменчіні «Casa Nostra» (Джері).
Успіх Луці Арджентеро принесли головні ролі в картинах Ферзан Озпетека «Сатурн проти / Сатурно Contro» (Лоренцо Марчетті) і Клаудіно Купелінні «Уроки шоколаду / Lezioni ді Cioccolato» (Маттіас Гавадоні) — обидва 2007 року.
Номінувався на премію «Давид ді Донателло» за роль П'єро Бонутті у фільмі режисера Умберто Картене «Не такий, як ... хто? / Diverso da chi?» (2009).
У 2010 році вперше вийшов на театральну сцену: виконав головну роль у виставі режисера Нікола Скорца «Закоханий Шекспір».

## Нагороди
- 2007 —Премія «Diamanti al Cinema» за роль у фільмі «Сатурн проти»
- 2009 — Лука Арджентеро отримав нагороду в номінації «Найкраща комедійна роль» кнофестивалю «Золоті граалі» (Golden Graals) за роль у фільмі «Не такий, як… хто?»

## Цікавинки
- Входить до п'ятірки найсексуальніших чоловіків Італії на думку журналу «Italia Oggi»  [Архівовано 10 грудня 2010 у Wayback Machine.]
- У 2004 році знімався оголеним для художнього календаря італійського журналу «Мах».
- Має вчений ступінь у галузі економіки.
- Завжди мав пристрасть до спорту, особливо лиж, сноуборду, тенісу, футболу і плавання.

## Фільмографія
| Рік       | Фільм                           | Оригінальна назва                          | Роль                |
| --------- | ------------------------------- | ------------------------------------------ | ------------------- |
| 2006      | Il quarto sesso                 | Il quarto sesso                            | Appollonio di Tiana |
| 2006      | A casa nostra                   | A casa nostra                              | Джеррі              |
| 2007      | Сатурн проти                    | Saturno contro                             | Лоренцо Маркетті    |
| 2005–2007 | Карабінери                      | Carabinieri (TV series)                    | Марко Тосі          |
| 2007      | Баронеса Каріні                 | La baronessa di Carini (TV mini-series)    | Лука                |
| 2007      | Уроки шоколаду                  | Lezioni di cioccolato                      | Маттіа              |
| 2008      | Тільки падре                    | Solo un padre                              | Карло               |
| 2009      | Не такий, як ... хто?           | Diverso da chi?                            | П'єро Бонутті       |
| 2009      | Велика мрія                     | Il grande sogno                            | Ліберо              |
| 2009      | Молодята                        | Oggi sposi                                 | Нікола Impanato     |
| 2010      | Деякі говорять, що немає        | C'è chi dice no                            | Макс                |
| 2010      | Їсти, молитися, кохати          | Eat Pray Love                              | Джованні            |
| 2010      | Жінка в моєму житті             | La donna della mia vita                    | Леонардо            |
| 2011      | Уроки шоколаду 2                | Lezioni di cioccolato                      | Маттіа              |
| 2012      | Вартовий                        | Le guetteur                                | Ніко                |
| 2012      | І вони називають це літо        | E la chiamano estate                       | Алєссандро          |
| 2013      | Божевільний                     | Pazze di me                                | Коррадо             |
| 2013      | Біле як молоко, червоне як кров | Bianca come il latte, rossa come il sangue | Професор            |
| 2014      | Бос у вітальні                  | Un boss in salotto                         | Мікель              |
| 2014      | Тільки брати                    | Fratelli unici                             | Франческо           |